# دائرة فائقة

يوضح قرص بونكاريه الدائرة الفائقة والمُحددة من المستقيم (مُعرّفٌ كذلك بسبب تعامده) والنقطة.

في الهندسة الزائدية، الدائرة الفائقة (بالإنجليزية: Hypercircle)‏ هي مُنحنىً نقاطه تبعُد البعد العمودي نفسه عن خطٍّ مُعطى، يُسمّى مِحورُها. يُعرف رياضياً كالآتي:
إذا كان {\displaystyle L} خطاً مستقيماً، فإنّ لكل نقطة {\displaystyle P} ليست على الخط المستقيم، بالإمكان إنشاء دائرة فائقة تأخذ كل النقاط {\displaystyle Q} من على نفس الجهة من {\displaystyle L} بالنسبة لـ{\displaystyle P} وبمسافةٍ عمودية للمستقيم {\displaystyle L} تبعد البعد نفسه عن {\displaystyle P}. يُسمَّى الخط {\displaystyle L}: محور، مركز أو قاعدة الدائرة الفائقة. وجميع الخطوط المتعامدة للمحور تكون متعامدةً أيضاً للدائرة الفائقة. المسافة المشتركة بين النقاط على الدائرة تُسمّى دائرة نصف قطرها.